# Gemeindebulle
Der Gemeindebulle oder auch Dorfstier war ein in Deutschland von der Gemeinde angekaufter Zuchtbulle. Bis zum Jahr 2000 war die Gemeinde aufgrund gesetzlicher Bestimmungen verpflichtet, ein männliches Zuchttier zu halten. Durch die zunehmende Verbreitung der künstlichen Besamung wurden diese allerdings von den Landwirten immer weniger genutzt, so dass ab den 1970er Jahren viele Gemeinden aufgrund freiwilliger Vereinbarungen mit den Landwirten dieser Pflicht nicht mehr nachkamen. Ebenfalls auf freiwilliger Basis setzen manche Gemeinden diese Tradition auch heute (2013) noch fort.
Im Deutschen Rechtswörterbuch finden sich Quellen aus dem 14. Jahrhundert zum Begriff des Dorfstiers.

## Geschichte
Mit Gemeindebullen, -ebern und -böcken sollte der Zuchtfortschritt beschleunigt werden. Dies war über Vatertiere sehr viel schneller möglich, da diese mehr Nachkommen als weibliche Tiere haben. Die Haltung war meist bei einzelnen Landwirten, die dafür eine Entschädigung erhielten (beispielsweise die kostenlose Nutzung des Decktiers und/oder eine gemeindeeigene „Stierwiese“ zur kostenlosen Nutzung überlassen). Vereinzelt war die Haltung auch genossenschaftlich organisiert und in manchen Gegenden gab es gemeindeeigene Farrenställe. Die rechtliche Verpflichtung der Gemeinden zur Vatertierhaltung bestand in den meisten deutschen Gebieten, lange bevor eine Körung der Tiere vorgeschrieben war. Im Regierungsbezirk Wiesbaden seit 1829, im Großherzogtum Baden seit 1837, im Königreich Bayern seit 1888, in der Rheinprovinz seit 1890 und in den Königreichen Württemberg und Preußen seit 1897. In einigen Gegenden wurde an Pfingsten der Gemeindebulle geschmückt und man ließ ihn auf der Pfingstwiese weiden.

## Versteigerungspraxis in Lösnich
In manchen Gegenden wurde der Gemeindestier auch auf bestimmte Zeit versteigert. Das Protokoll einer solchen Versteigerung im ausgehenden 19. Jahrhundert in der Moselgemeinde Lösnich im Landkreis Bernkastel-Wittlich gibt einen Einblick in die gängige Praxis. Dabei wurden auch die Anforderungen an den jeweiligen Gemeindestier im Detail festgelegt.
Laut einer Verfügung der Königlichen Landesregierung vom Oktober 1863 wurde in der Bürgermeisterei Zeltingen ein Fragebogen bezüglich der Unterhaltung von Gemeindestieren ausgegeben. Die Befragung ergab, dass in Lösnich aufgrund eines Gemeinderatsbeschlusses vom Juni 1855 die Gemeindestiere in Verding gegeben wurden. Die Anzahl der Kühe wurde bei einem angekörten Zuchtstier auf 131 beziffert.
Unter welchen Bedingungen in Lösnich der „Zielstier“ vergeben wurde, schildert das hier z. T. inhaltlich wiedergegebene und kommentierte Protokoll der Versteigerung vom 3. Dezember 1877:
Der Ansteigerer hat der Gemeinde einen schönen vom Schauamte anerkannten Stier zu stellen, welcher auch zu jeder Zeit gut gefüttert und dienstfähig sein muss.
Um diesen Zweck zu erreichen, sollen wenigstens zwei Mitglieder des Schauamtes beim Ankauf des Stiers zugegen sein, ohne deren Zustimmung keiner gekauft werden darf. Selbstgezogene Stiere bedürfen ebenfalls vor dem Dienstantritte der Genehmigung des Schauamtes. Wenn der Stier dienstunfähig ist, hat der Ansteigerer die Kosten anderwärts stierenden Viehs selbst zu entrichten. Sollte der Stier verunglücken, sodass er abgeschafft werden muss, so hat der Ansteigerer mindestens binnen 3 Wochen
einen anderen zu beschaffen.
Der Beginn des Dienstes für 3 Jahre war vorgesehen zum 24. August 1878 und sollte um weitere 3 Jahre verlängert werden, wenn nicht ein halbes Jahr vor Ablauf der ersten drei Jahre gekündigt wurde. Bemerkenswert erscheint die besondere Berücksichtigung der zu erwartenden Tagesleistung des Stieres und seiner sogenannten Dienstfähigkeit.
Der Ansteigerer darf kein fremdes Vieh stieren lassen ohne Genehmigung der Gemeinde. Hat der Stier an einem Tage 3 bis 4 Kühe gesprungen, so kann der Ansteigerer, wenn auch weiteres Vieh an diesem Tage zum Stier kommt und dieser sich dienstunfähig zeigt, für die Folgen nicht verantwortlich gemacht werden. Im Übrigen soll in allen Fällen, wenn der Stier länger als eine halbe Stunde zum Springen des Viehs braucht, derselbe als dienstunfähig anerkannt werden.
Der Ansteigerer hat in den Sommermonaten, nämlich vom 3. April bis 1. Oktober, den Stier dreimal am Tage zum Rindern herauszulassen, und zwar morgens von 5 bis 6 Uhr, mittags von 12 bis 1 Uhr und abends von 7 bis 8 Uhr. Während der übrigen Zeit jedoch nur zweimal, nämlich morgens von 7 bis 8 Uhr und abends von 3 bis 4 Uhr.
Der Ansteigerer hat auf Verlangen des Vieheigentümers jedes widrige Stück Vieh zweimal springen zu lassen.
Der Stierhalter hat jedes Jahr eine Liste über das gestierte Vieh an den Vorsteher einzureichen, ehe seine Zahlung an die Gemeindekasse angewiesen werden kann. Außerdem erhält der Ansteigerer von der Gemeinde vier Wiesen zur Benutzung, sodass er in den 3 Jahren die gesamten Wiesen drei Jahre hindurch zu benutzen hat. Der Steigpreis wird alljährlich auf die vom Ansteigerer angefertigte Liste des gestierten Viehs erteilt.
Der Ansteigerer hat einen solidarisch für alle Bedingungen haltenden Bürgen zu stellen. Die Gemeinde behält sich unter den drei Letztbietenden die Wahl vor.
Stierhalter wurde ein Lösnicher Winzer mit seinem Bürgen zum jährlichen Betrag von 228 Mark. Die Bestätigung erfolgte durch den Vorsteher.